# Maytenus mayana
Maytenus mayana är en benvedsväxtart som beskrevs av Lundell. Maytenus mayana ingår i släktet Maytenus och familjen Celastraceae. Inga underarter finns listade.